# Enrico De Nicola
Enrico De Nicola (Napoli, 9 novembre 1877 – Torre del Greco, 1º ottobre 1959) è stato un politico e avvocato italiano, primo presidente della Repubblica Italiana. Fu eletto capo provvisorio dello Stato dall'Assemblea Costituente il 28 giugno 1946 e ricoprì tale carica dal 1º luglio dello stesso anno al 31 dicembre 1947. Il 1º gennaio 1948, a norma della prima disposizione transitoria e finale della Costituzione della Repubblica Italiana, esercitò le attribuzioni e assunse il titolo di Presidente della Repubblica Italiana, mantenendoli fino al successivo 12 maggio.
Da presidente della Repubblica Italiana conferì l'incarico a un solo presidente del Consiglio, Alcide De Gasperi. Non nominò alcun senatore a vita nel suo breve mandato.
De Nicola ricoprì, inoltre, numerosi altri incarichi pubblici: in particolare, è l'unico ad aver ricoperto sia la carica di presidente del Senato della Repubblica sia quella di presidente della Camera dei deputati. Nella sua vita è stato anche il primo presidente della Corte costituzionale, trovandosi così ad aver ricoperto quattro delle cinque maggiori cariche dello Stato.

## Biografia

### Giovinezza e formazione culturale
De Nicola nacque a Napoli da Angelo e Concetta Capranica. Dopo aver compiuto gli studi secondari al liceo classico Antonio Genovesi, si laureò in giurisprudenza nel 1896 presso l'Università degli Studi di Napoli Federico II e divenne ben presto avvocato penalista di notorietà nazionale; fu anche redattore del quotidiano Don Marzio.

### Primi anni in politica

Enrico De Nicola in giovane età

Politicamente di area liberale giolittiana, De Nicola ebbe la sua prima esperienza amministrativa nel Consiglio comunale di Napoli (1907). Nel 1909 fu eletto per la prima volta deputato, nel collegio di Afragola, per la XXIII legislatura e, quindi, confermato nelle elezioni politiche del 1913 (XXIV legislatura). Ricoprì, per brevi periodi, incarichi di governo: fu due volte sottosegretario di Stato, al Ministero delle colonie nel governo Giolitti IV (1913-1914) e al Ministero del Tesoro nel governo Orlando (1919).
Alle elezioni del 1919 fu capolista del Partito Democratico Costituzionale e venne eletto nel collegio di Napoli.

### Presidente della Camera
Il 26 giugno 1920 fu eletto Presidente della Camera dei deputati, a seguito delle dimissioni di Vittorio Emanuele Orlando. In qualità di presidente della giunta elettorale, promosse la riforma dei regolamenti, con l'inserimento del sistema delle commissioni permanenti (fissate in numero di nove) e la disciplina dei gruppi parlamentari.
Venne rieletto nel 1921 e confermato alla Presidenza della Camera. Nel giugno dello stesso anno, fu indicato da Giolitti, insieme con Ivanoe Bonomi, per la formazione del nuovo governo che avrebbe dovuto succedergli, ma preferì rinunciare. Il 3 agosto 1921, venne scelto come garante di un "patto di pacificazione" tra socialisti e fascisti, firmato nel suo ufficio di Presidenza ma poi abortito.
Anche con la crisi del Governo Bonomi (febbraio 1922), De Nicola fu in predicato per la Presidenza del Consiglio, che poi venne assunta da Luigi Facta.

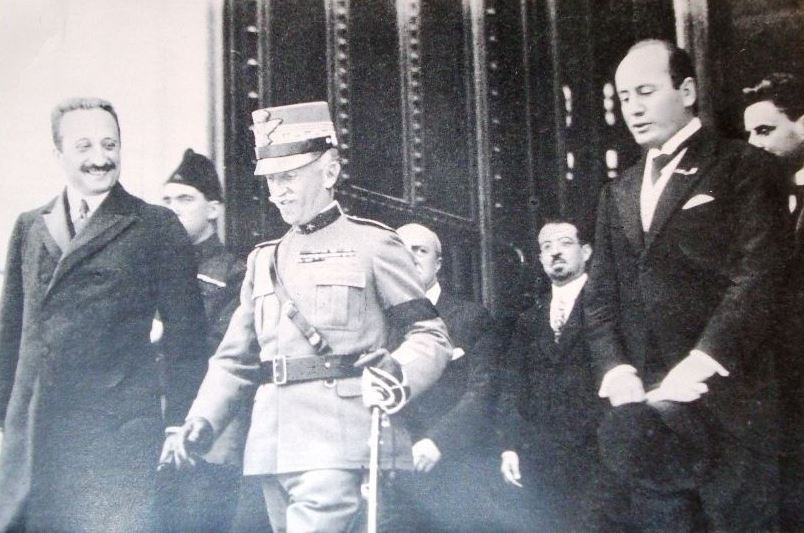
Enrico De Nicola, re Vittorio Emanuele III e Benito Mussolini all'uscita da Montecitorio nel 1923

Dopo l'incarico di formare il governo, conferito a Mussolini, il 31 ottobre 1922 De Nicola si ritrovò a presiedere la Camera il giorno del discorso di insediamento, detto "del bivacco". Appoggiò, quale misura eccezionale, la riforma elettorale nota come "legge Acerbo" (novembre 1923) e mantenne la presidenza della Camera fino al conseguente scioglimento della stessa (25 gennaio 1924).

### Periodo fascista e crisi istituzionale
Alle elezioni politiche del 6 aprile 1924, accettò di candidarsi a Napoli nel listone fascista, ma sebbene rieletto nelle votazioni che decretarono la vittoria del fascismo, decise di non prestare giuramento e la sua elezione non venne convalidata. Si ritirò quindi dalla vita politica e riprese a tempo pieno l'attività professionale. 
Nel 1929 fu però nominato dal Re senatore del Regno su proposta dell'alto commissario di Napoli, ma non prese mai parte ai lavori assembleari, se non ad alcune commissioni giuridiche. Lo stesso anno, in pieno regime fascista, Ciaramella, podestà di Afragola, che era stata il suo primo collegio elettorale, ottenne dall'alto commissario per la provincia di Napoli l'autorizzazione a intitolargli una strada pur essendo ancora in vita. Alla cerimonia inaugurale intervenne anche l'interessato, al quale fu conferita la cittadinanza onoraria.
Negli anni trenta, ebbe come collaboratori, nel suo studio legale, il futuro Presidente della Repubblica Giovanni Leone, nonché l'azionista, poi leader socialista, Francesco De Martino.
Dopo l'armistizio di Cassibile e il trasferimento a Brindisi di Vittorio Emanuele III, s'incontrò con Benedetto Croce e Carlo Sforza per trovare una soluzione finalizzata alla formazione di un governo politico non responsabile verso l'attuale sovrano, troppo compromesso con il regime fascista e al superamento della crisi istituzionale. De Nicola propose di ricorrere alla figura del Luogotenente del Regno, da affidare all'erede al trono, il principe Umberto e si assunse la responsabilità di parlarne con il Re. L'incontro avvenne a Ravello il 19 febbraio 1944 e, dopo un drammatico colloquio, Vittorio Emanuele accettò, a decorrere dalla liberazione di Roma.
Fu chiamato nel 1945 nella Consulta Nazionale presiedendo dal settembre di quell'anno al giugno 1946 la commissione giustizia.

### Elezione a capo provvisorio dello Stato
(Messaggio di insediamento di Enrico de Nicola nella carica di capo provvisorio dello Stato, 15 luglio 1946)

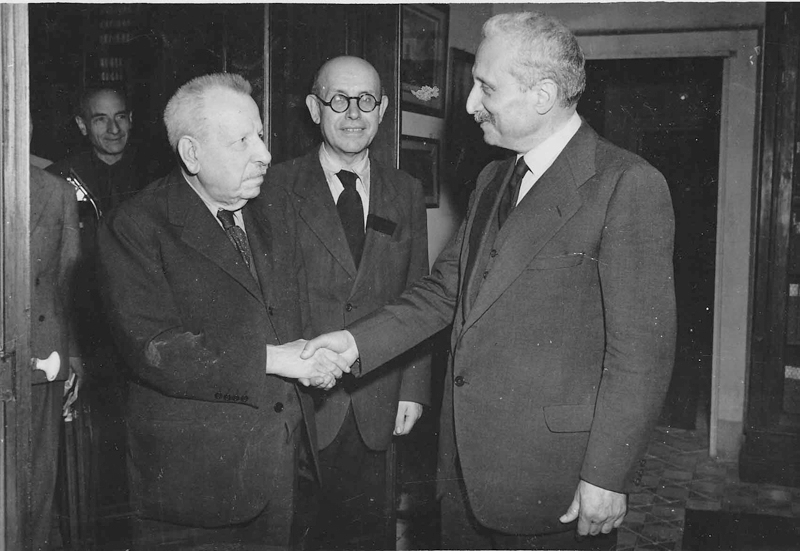
De Nicola (a destra), con Enrico Altavilla (al centro) e Benedetto Croce (a sinistra)

L'elezione di De Nicola a capo provvisorio dello Stato fu il frutto di un lungo lavoro "diplomatico" fra i vertici dei principali partiti politici, i quali avevano convenuto che si dovesse eleggere un presidente capace di riscuotere il maggior gradimento possibile presso la popolazione affinché il trapasso al nuovo sistema fosse il meno traumatico possibile. Si convenne perciò che dovesse scegliersi un meridionale, a compensazione della provenienza settentrionale della maggioranza dei leader politici e che, stante il risultato del referendum istituzionale, dovesse trattarsi di un monarchico.

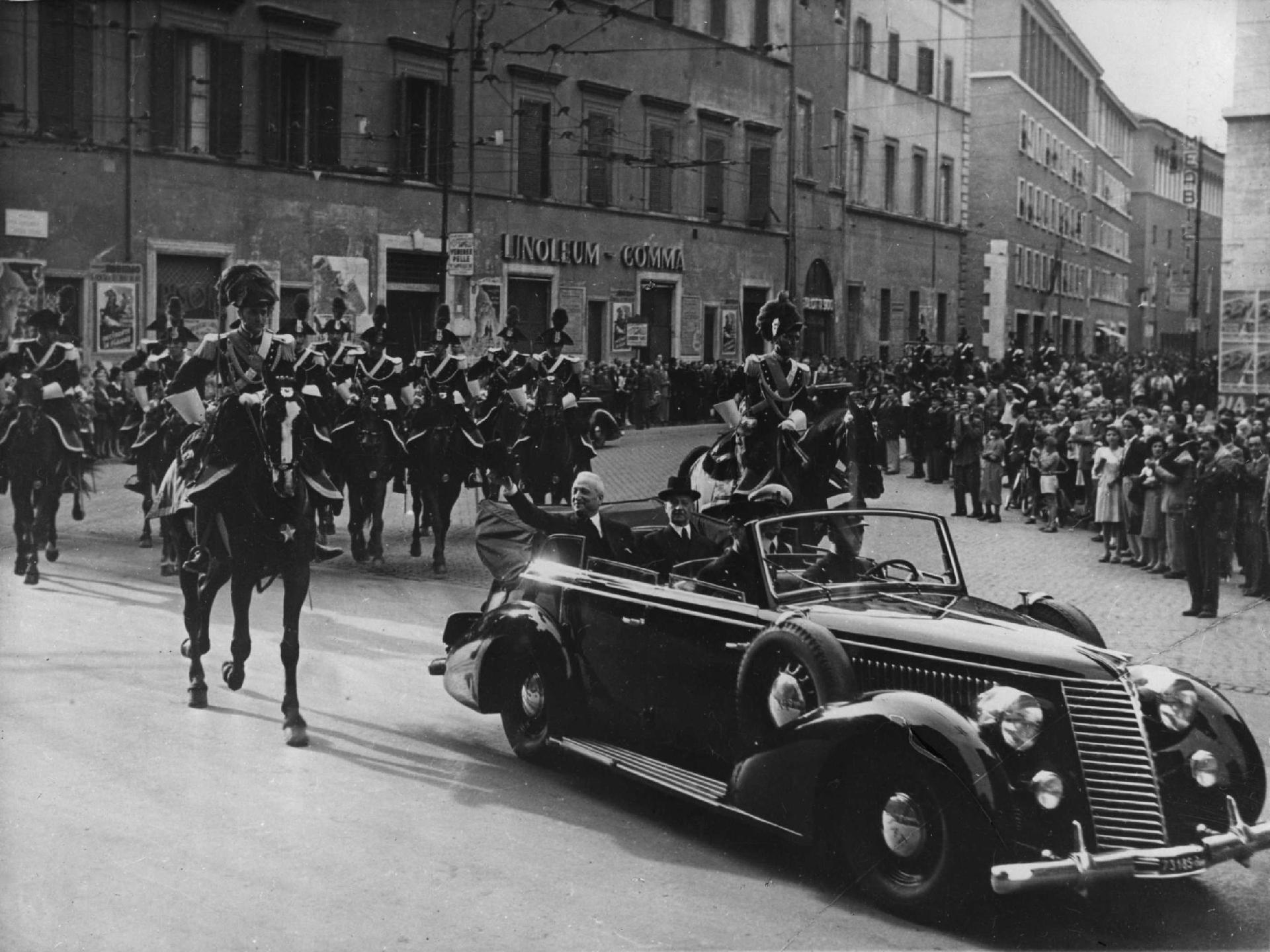
Enrico De Nicola il 2 giugno 1947

L'iniziale contrapposizione delle candidature di Vittorio Emanuele Orlando (proposta da DC e destre) e di Benedetto Croce (proposta dalle sinistre e dai laici) si protrasse sterilmente per lungo tempo e tardò a essere composta, per evolvere infine nella comune indicazione di De Nicola, grazie principalmente all'incessante opera di convincimento condotta da De Gasperi. Successivamente anche dall'interessato venne un supplemento di ritardo, esasperante per l'alternanza di orientamenti, ora positivi, ora negativi, che pareva esternare. Di fronte alle difficoltà si chiese all'avvocato e senatore napoletano Giovanni Porzio di convincere De Nicola, essendone amico personale; alla fine, il candidato accettò.
Fu eletto dall'Assemblea Costituente capo provvisorio dello Stato al primo scrutinio, il 28 giugno 1946, con 396 voti su 501 votanti e 573 aventi diritto (69,1%), e assunse la carica il 1º luglio. Il 15 luglio, inviò all'Assemblea il suo primo messaggio, che toccò le corde del patriottismo e dell'unione nazionale:
Se è vero che il popolo italiano partecipò a una guerra, che – come gli Alleati più volte riconobbero, nel periodo più acuto e più amaro delle ostilità – gli fu imposta contro i suoi sentimenti, le sue aspirazioni e i suoi interessi, non è men vero che esso diede un contributo efficace alla vittoria definitiva, sia con generose iniziative, sia con tutti i mezzi che gli furono richiesti, meritando il solenne riconoscimento – da chi aveva il diritto e l'autorità di tributarlo – dei preziosi servigi resi continuamente e con fermezza alla causa comune, nelle forze armate – in aria, sui mari, in terra e dietro le linee nemiche. La vera pace – disse un saggio – è quella delle anime. Non si costruisce un nuovo ordinamento internazionale, saldo e sicuro, sulle ingiustizie che non si dimenticano e sui rancori che ne sono l'inevitabile retaggio. La Costituzione della Repubblica italiana – che mi auguro sia approvata dall'Assemblea, col più largo suffragio, entro il termine ordinario preveduto dalla legge – sarà certamente degna delle nostre gloriose tradizioni giuridiche, assicurerà alle generazioni future un regime di sana e forte democrazia, nel quale i diritti dei cittadini e i poteri dello Stato siano egualmente garantiti, trarrà dal passato salutari insegnamenti, consacrerà per i rapporti economico-sociali i principi fondamentali, che la legislazione ordinaria – attribuendo al lavoro il posto che gli spetta nella produzione e nella distribuzione della ricchezza nazionale – dovrà in seguito svolgere e disciplinare.»

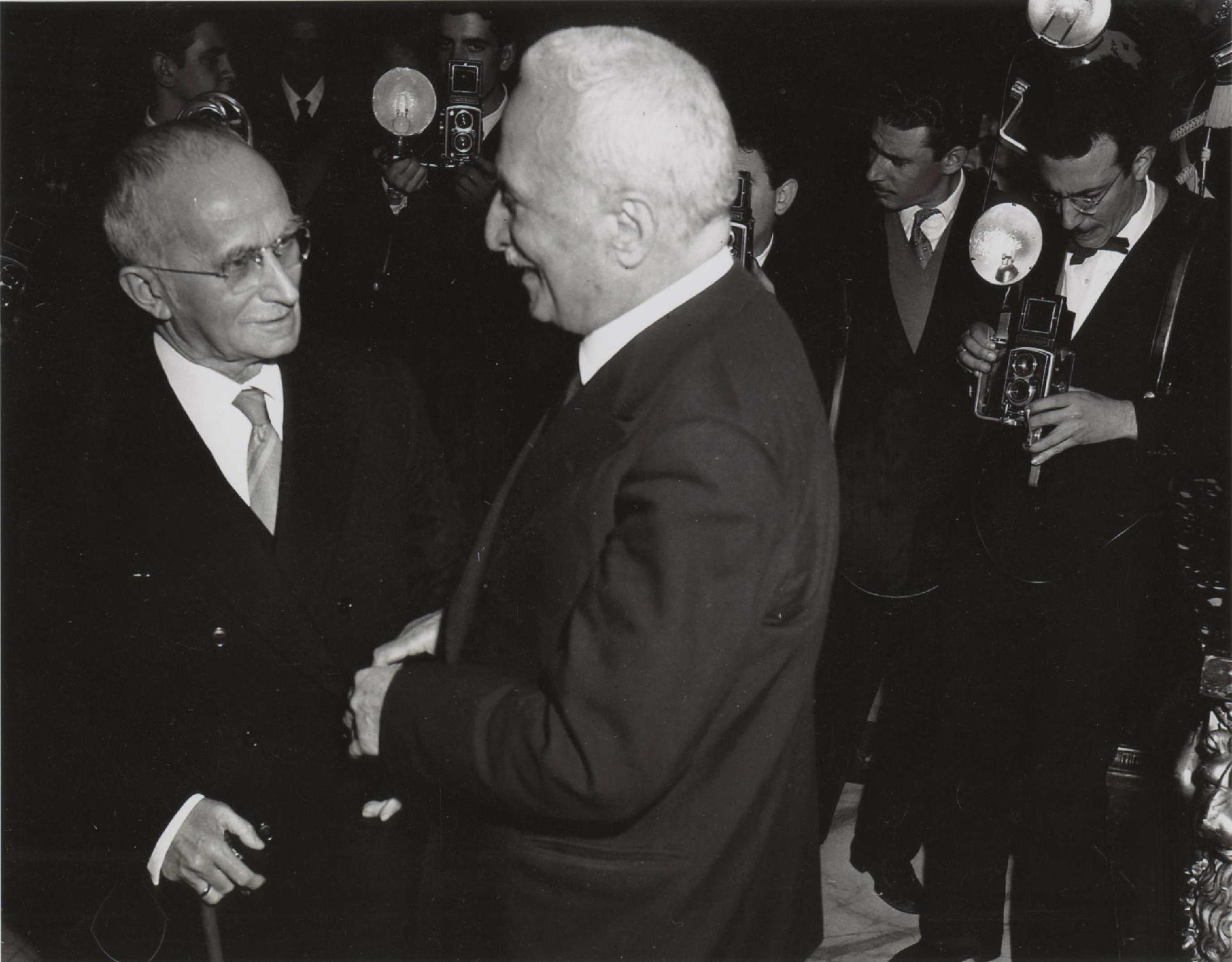
Enrico De Nicola e Luigi Einaudi nel 1948

### Primo Capo dello Stato repubblicano

Enrico De Nicola, capo provvisorio dello Stato, insieme con il ministro degli Affari Esteri Carlo Sforza

Ai sensi dell'art. 2, comma 2, d.l.lgt. n. 98/1946, il governo De Gasperi I presentò le proprie dimissioni nelle mani del neoeletto capo provvisorio dello Stato. De Nicola, successivamente conferì ad Alcide De Gasperi l'incarico di formare il primo governo della Repubblica Italiana, che fu composto da esponenti della Democrazia Cristiana, del Partito Comunista Italiano, del Partito Socialista Italiano di Unità Proletaria e del Partito Repubblicano Italiano, oltre al liberale Epicarmo Corbino, a titolo personale.
Il 20 gennaio 1947, in seguito alla scissione socialista di Palazzo Barberini, i ministri socialisti e, successivamente, anche quelli repubblicani dettero le dimissioni, che furono seguite da quelle dell'intero governo. De Nicola conferì nuovamente a De Gasperi l'incarico di formare il governo, che risultò un tripartito DC-PCI-PSIUP, con il repubblicano Carlo Sforza, a titolo "tecnico", agli affari esteri.
Una delle questioni più scottanti sottoposte all'attenzione del capo provvisorio fu quella relativa alla sorte degli autori della strage di Villarbasse che avevano ucciso dieci persone a scopo di rapina: i tre autori del massacro catturati, una volta condannati a morte, gli inoltrarono una richiesta di grazia ma De Nicola, considerando l'efferatezza del delitto, la rifiutò. La sentenza, eseguita il 4 marzo 1947, fu l'ultima pena di morte per delitti comuni eseguita in Italia.
Nel maggio del 1947, il presidente del Consiglio De Gasperi constatò l'impossibilità di proseguire con un'unità di indirizzo la collaborazione con i partiti della sinistra social-comunista e rassegnò le dimissioni. De Nicola tentò di salvare l'esperienza governativa derivante dalla lotta antifascista incaricando prima Vittorio Emanuele Orlando e poi Francesco Saverio Nitti. Non essendo riusciti i due ex Presidenti dell'Italia liberale, conferì ancora l'incarico ad Alcide De Gasperi, che risolse la crisi formando un governo centrista sostenuto da DC, PSLI, PRI e PLI.
Il 25 giugno 1947 De Nicola rassegnò le dimissioni da capo dello Stato, adducendo motivi di salute ma, in realtà, in polemica con le scelte effettuate dal presidente del Consiglio. La rinuncia dell'incarico non poteva essere respinta dalla Costituente, che però lo rielesse il giorno dopo con 405 voti a favore su 431 votanti e 556 aventi diritto (72,8%).
Un momento di attrito fra capo dello Stato e governo si ebbe all'atto della firma dello strumento di ratifica del Trattato di pace fra l'Italia e le potenze alleate, approvato dalla Costituente il 31 luglio 1947. De Nicola, che non condivideva il trattato, opponeva la giustificazione che il rappresentante italiano Antonio Meli Lupi di Soragna, aveva espressamente dichiarato che l'efficacia dell'adesione dell'Italia fosse subordinata alla ratifica da parte dell'Assemblea Costituente e non del capo dello Stato. Invano il presidente De Gasperi e il ministro degli esteri Sforza tentarono di spiegare al giurista napoletano che i "quattro grandi" non avrebbero accettato nulla di meno della firma del capo dello Stato per la ratifica dell'accordo: in un accesso d'ira, De Nicola, rosso in faccia, buttò all'aria tutti i documenti dalla sua scrivania. Finalmente, il consulente storico del Ministero degli esteri, Mario Toscano, riuscì a convincerlo che la sua firma non avrebbe avuto il valore giuridico della "ratifica" bensì quello di mera "trasmissione" della stessa. Il capo dello Stato comunque, essendo superstizioso, volle far trascorrere almeno la giornata di venerdì, prima di apporre la sua firma alla ratifica del Trattato di pace, il 4 settembre 1947.

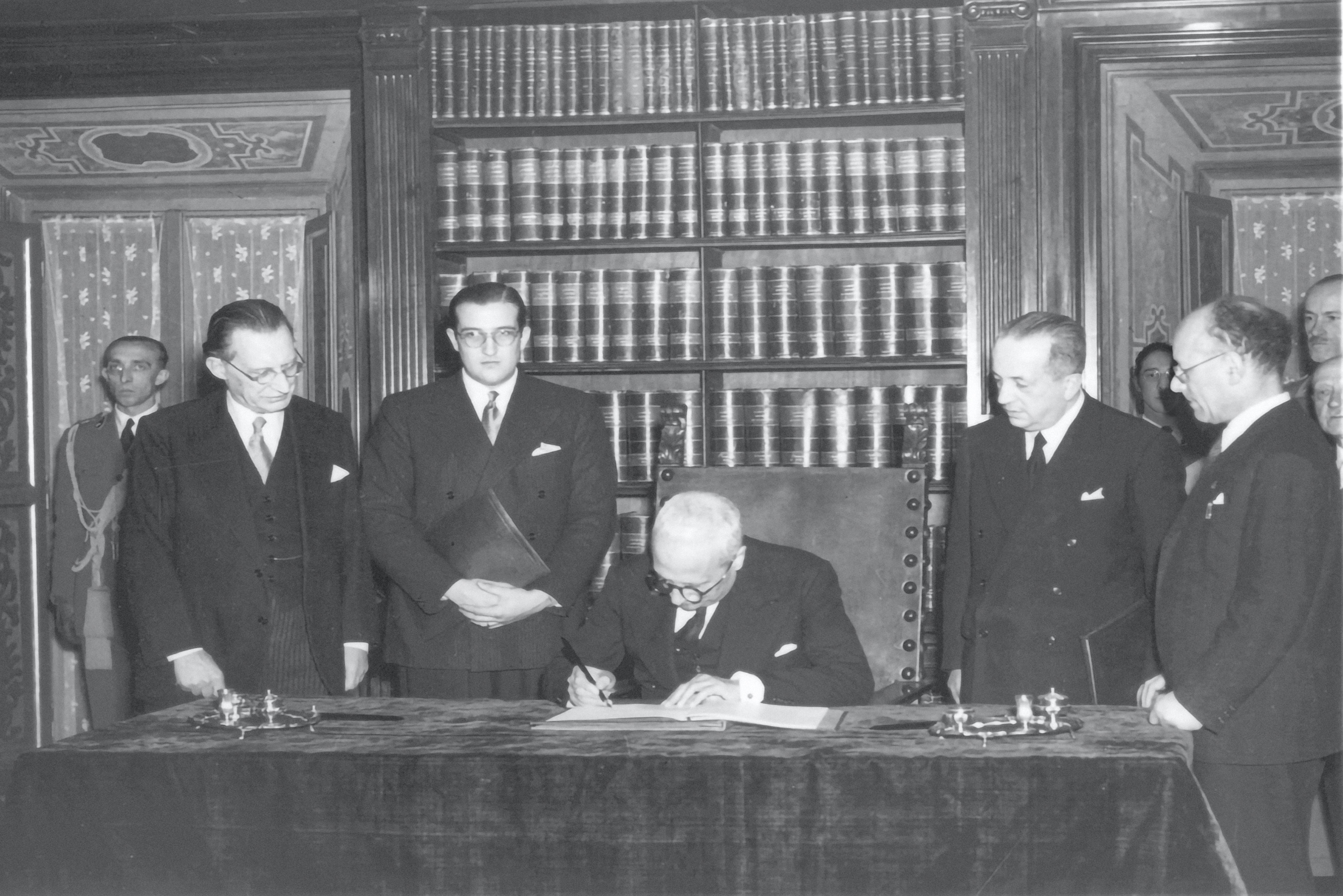
Il Capo dello Stato, Enrico De Nicola, firma la Costituzione italiana a palazzo Giustiniani, il 27 dicembre 1947. Al suo fianco, da sinistra a destra, Alcide De Gasperi, presidente del Consiglio, Francesco Cosentino, funzionario, Giuseppe Grassi, guardasigilli, e Umberto Terracini, presidente della Costituente.

Il 27 dicembre dello stesso anno, De Nicola promulgò la Costituzione della Repubblica Italiana. Con l'entrata in vigore della Carta costituzionale, il 1º gennaio 1948, esercitò le attribuzioni e assunse il titolo di presidente della Repubblica Italiana, a norma della prima disposizione transitoria della stessa.
In occasione delle prime elezioni parlamentari del presidente della Repubblica, nel maggio 1948, De Nicola desiderava di essere confermato nella carica ma era a conoscenza che Alcide De Gasperi avrebbe preferito, al suo posto, una figura maggiormente caratterizzata in senso europeista; comunicò, quindi, ufficialmente di non voler accettare la conferma, e poi si rese irreperibile a ogni contatto. Contemporaneamente, però, il suo segretario Collamarini fece trasportare il letto del Presidente da Palazzo Giustiniani, dove risiedeva, al Quirinale. Ciò solleticò una disposizione positiva dei partiti di sinistra e delle correnti democristiane che osteggiavano il candidato ufficiale del governo De Gasperi, Carlo Sforza. In tal modo, riuscì a ottenere, al primo scrutinio, più voti (396) del candidato governativo; anche al secondo turno fu votato da socialisti e comunisti, ottenendo un lusinghiero successo. Al quarto scrutinio, la maggioranza elesse nuovo presidente il liberale Luigi Einaudi e, di conseguenza, De Nicola cessò formalmente dalle funzioni il 12 maggio 1948.

### Presidente del Senato e della Consulta

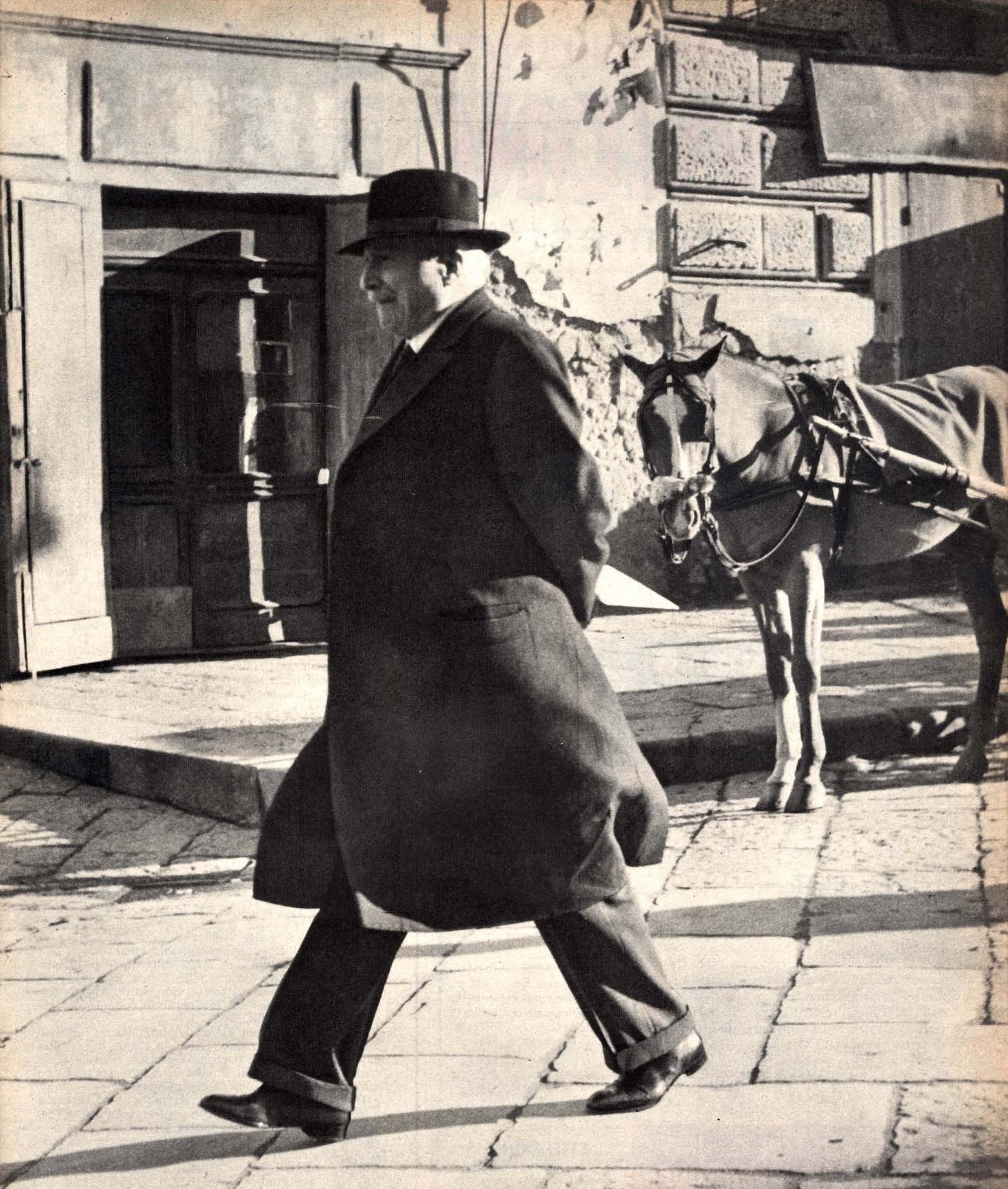
De Nicola nel 1957

Come ex presidente della Repubblica, Enrico de Nicola divenne di diritto senatore a vita dal 12 maggio 1948. Durante la I legislatura fu eletto presidente del Senato della Repubblica il 28 aprile 1951 e lo restò fino al 24 giugno 1952, quando si dimise da presidente in occasione delle votazioni per la legge elettorale sul cosiddetto premio di maggioranza, altrimenti detta legge truffa.

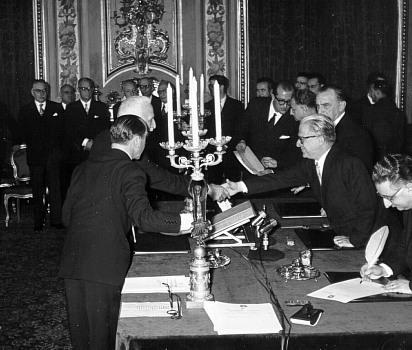
Enrico De Nicola giura come giudice della Corte costituzionale

Fu sospeso dal Senato durante la II legislatura, il 15 dicembre 1955, quando divenne giudice costituzionale, nominato dal Presidente della Repubblica Giovanni Gronchi. Ricoprì l'incarico di primo Presidente della Corte Costituzionale dal 23 gennaio 1956 (prima seduta della Consulta) al 26 marzo 1957, quando si dimise e riassunse le funzioni di senatore a vita.

### Morte
Il 1º ottobre 1959 morì nella sua casa di Torre del Greco a 81 anni. Dopo i solenni funerali, la salma venne inumata presso il Cimitero di Poggioreale, a Napoli.

## De Nicola nella cultura di massa

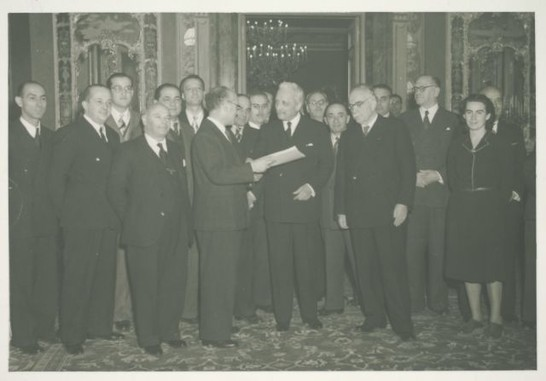
Presentazione della Costituzione della Repubblica al Capo provvisorio dello Stato Enrico De Nicola

- Enrico de Nicola era particolarmente stimato per l'onestà, l'umiltà e l'austerità dei costumi. Giunto discretamente a bordo della sua auto privata a Roma dalla sua Torre del Greco, per assumere la carica (ponendo in subbuglio il mondo della politica e la polizia fino al suo arrivo), rifiutò lo stipendio previsto per il capo dello Stato (12 milioni di lire) e anzi spese preferibilmente sempre di tasca propria. Divenne famoso il suo cappotto rivoltato, dignitosissimo co-protagonista di numerosissime occasioni ufficiali; fu riparato gratuitamente da un sarto napoletano, anche contro la volontà dell'ex presidente.[23]
- Considerando la provvisorietà della sua carica, ritenne improprio stabilirsi al Quirinale, optando per Palazzo Giustiniani; durante la sua presidenza, ostentava un'agendina nella quale, asseriva, andava prendendo appunti sul corretto modo di esercitare la funzione presidenziale, quasi una sorta di codice deontologico per capi di Stato. Il suo successore, Luigi Einaudi, fra i suoi primi atti da presidente volle dunque ricercare quest'agendina ma, sostiene Giulio Andreotti, la trovò incredibilmente vuota, senza che De Nicola vi avesse scritto alcunché[24].
- Dopo le elezioni politiche del 1948, De Nicola, noto per una prudenza ai limiti dell'indecisione, era contrastato da sentimenti diversi e morso da profondi dubbi, mal tollerati da chi desiderava di conoscere una volta per tutte se fosse disposto o no a esser confermato Presidente della Repubblica. Andreotti avrebbe ricordato che in tale occasione Manlio Lupinacci scrisse sul Giornale d'Italia: «Decida di decidere se accetta di accettare»[25]. In seguito, De Nicola comunicò ufficialmente la sua rinuncia.
- Nel cinquantesimo anniversario della morte, De Nicola è stato commemorato a Napoli presso Castel Capuano da Giorgio Napolitano, Gianfranco Fini e alcuni esponenti del foro partenopeo tra cui Vincenzo Siniscalchi. In occasione della ricorrenza, inoltre, la casa editrice Kairòs ha dato alle stampe la prima biografia a lui dedicata, opera del giornalista e scrittore napoletano Andrea Jelardi, presentata a Napoli da Ermanno Corsi e a Roma da Siniscalchi e da Antonio Ghirelli, decano dei giornalisti partenopei. Giorgio Napolitano ha scritto di suo pugno a Jelardi che il volume "ha il pregio di ricostruire i momenti salienti della vita di un grande giurista ed eminente uomo politico, protagonista della nascita delle istituzioni repubblicane".Moneta commemorativa da 2 euro raffigurante De Nicola mentre firma l'atto di promulgazione della Costituzione della Repubblica italiana

Moneta commemorativa da 2 euro raffigurante De Nicola mentre firma l'atto di promulgazione della Costituzione della Repubblica italiana

- Portano il nome di Enrico De Nicola numerose strade, piazze e istituzioni pubbliche in tutta Italia. A Napoli un busto che lo ritrae si trova a Castel Capuano e gli è stata intitolata la piazza antistante il tribunale, mentre a Roma il viale che costeggia Piazza dei Cinquecento. Un altro busto è stato invece inaugurato nel 2010 presso l'atrio dell'Istituto Tecnico che porta il suo nome a Sesto San Giovanni. A Torre del Greco una scuola, l'Istituto comprensivo De Nicola Sasso, porta il suo nome e, nell'atrio dell'edificio da poco interamente ristrutturato e riqualificato, il giorno 25 settembre 2017, è stata inaugurata una tela, opera del Maestro Salvatore Seme e dono dell'Associazione Culturale "Mons. Michele Sasso", raffigurante il presidente Enrico De Nicola insieme con monsignor Michele Sasso a memoria di due uomini diversi ma entrambi esempi di onestà e umiltà per le future generazioni.
- Enrico De Nicola è rappresentato sulle monete commemorative da 2 euro emesse dalla Zecca dello Stato nel 2018; il capo provvisorio dello Stato firma l'atto di promulgazione della Costituzione della Repubblica italiana il 27 dicembre 1947; alla sua destra, Alcide De Gasperi, presidente del Consiglio, alla sua sinistra Umberto Terracini, presidente dell'Assemblea costituente italiana.

## Onorificenze

### Onorificenze italiane
Nella sua qualità di Presidente della Repubblica italiana è stato, dal 1º gennaio 1948 al 12 maggio 1948:

Personalmente è stato insignito di: